# Škoda Kushaq
O Škoda Kushaq é um automóvel crossover (segmento B) fabricado pela montadora tcheca Škoda Auto na Índia desde 2021. O veículo é fortemente baseado no Volkswagen T-Cross e seu derivado para o mercado indiano, o Volkswagen Taigun. O nome 'Kushaq' foi derivado da palavra sânscrita 'Kushak' que denota 'Rei' ou 'Imperador'.